# Epizeuxis fulvipicta
Epizeuxis fulvipicta là một loài bướm đêm trong họ Noctuidae.